# غواصة يو-1 (ألمانيا)
يو-1 هي غواصة ألمانية. تُعد هذه الغواصة أول غواصة من فئة اليو بوت صنعتها الإمبراطورية الألمانية لصالح البحرية الإمبراطورية الألمانية. بنيت نسخة وحيدة من هذه الغواصة من قبل شركة فريدريش كروب بمدينة كيل الألمانية ودخلت الخدمة  في 14 ديسمبر 1906. عندما بدأت الحرب العالمية الأولى في عام 1914، اعتبرت يو-1 قديمة ولم تستخدم إلا للتدريب حتى عام 19 فبراير 1919، عندما ضربتها سفينة أخرى أثناء عملية تدريب.